# 1726 год в литературе
В 1726 году произошли различные публикации книг и другие литературные события, некоторые из которых представлены ниже.

## События

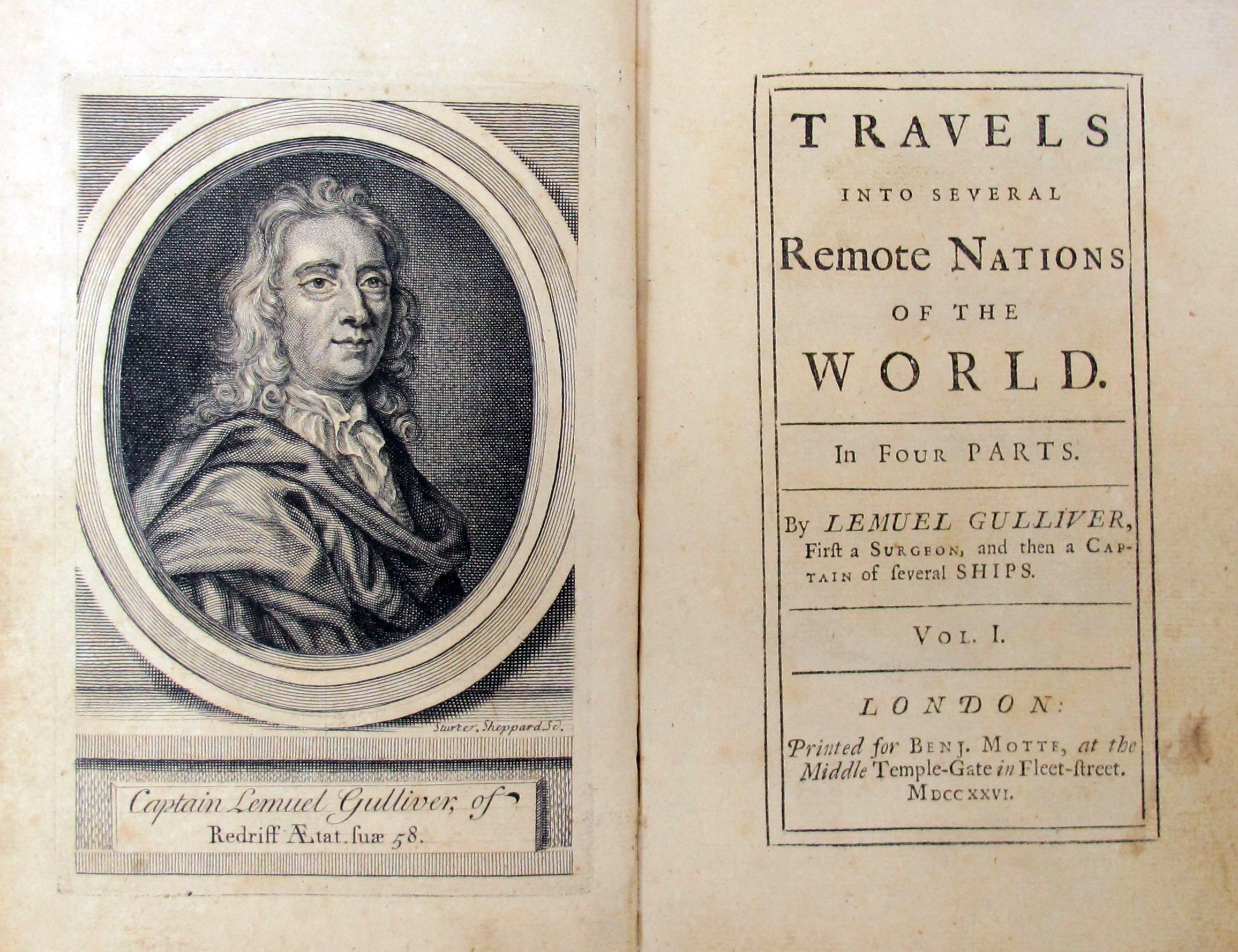
Титульный лист первоиздания «Путешествий Гулливера»

- 25 мая — поэт и книготорговец Аллан Рамзи открыл в Эдинбурге первую в Великобритании платную библиотеку[1][2].
- 28 октября — первое издание сатирического романа Джонатана Свифта «Путешествия Гулливера» анонимно публикуется в Лондоне в двух томах. Книга имела огромный успех, весь тираж первого издания был распродан за неделю.
- Закончена печать Гуцзинь тушу цзичэн (古今 圖書 集成), огромной китайской энциклопедии, печаталась с использованием подвижной печати на медной основе.

## Публикации

### Проза
- Пенелопа Обен — Жизнь и приключения леди Люси (роман).
- Джейн Баркер — The Lining of the Patch-Work Screen for the Ladies.
- Хосе Франсиско де Исла — Papeles critico-apologéticos.
- Диего де Торрес Вильярроэль — El ermitaño y Torres.

### Поэзия
- Александр Поуп — Одиссея Гомера
- Ричард Сэвидж — Разные стихи
- Уильям Сомервайл — Стихи от случая к случаю
- Джонатан Свифт (анонимно) — Каденус и Ванесса (написано в 1713 году)
- Джеймс Томсон — Зима (часть серии "Времена года" )

### Нехудожественная литература
- Иоганн Якоб Шейхцер опубликовал трактат Homo diluvii testis et Θεοσκοπος (Человек — свидетель потопа)[3], где описал свою находку, которую считал костями человека, погибшего во время всемирного потопа. Как оказалось впоследствии, это был скелет вымершего вида гигантской саламандры.
- Джозеф Батлер — Пятнадцать проповедей
- Энтони Коллинз — Схема буквального пророчества
- Дэниел Дефо
  - Политическая история дьявола
  - Система магии
- Уильям Пенн
  - Плоды отцовской любви
  - Сборник работ Уильяма Пенна

## Родились
- 11 марта — Луиза д'Эпине, французская писательница (умерла в 1783 г. )
- 7 апреля — Чарльз Берни, английский историк музыки и композитор (умер в 1814 г. )
- 14 июня — Томас Пеннант, валлийский натуралист и писатель (умер в 1798 г. )
- 2 сентября — Джон Ховард, английский филантроп и писатель (умер в 1790 г. )
- 25 сентября — Анджело Мария Бандини, итальянский писатель и библиотекарь (умер в 1800 г. )
- 26 сентября — Джон Андерсон, шотландский натурфилософ (умер в 1796 г. )

## Скончались
- 26 марта — сэр Джон Ванбру, английский драматург и архитектор (род. 1664 ).
- 26 апреля — Джереми Кольер, английский теолог и критик (род. 1650 ).
- 20 мая — Николас Брейди, ирландский поэт (род. 1659 ).